# 瓦朗斯TGV站
瓦朗斯TGV站（法語：Gare de Valence TGV）是法国的一个火车站，位于法國瓦朗斯附近。
瓦朗斯TGV站是法国高速铁路地中海线上的一座车站。其北面與罗讷-阿尔卑斯高速铁路連接。

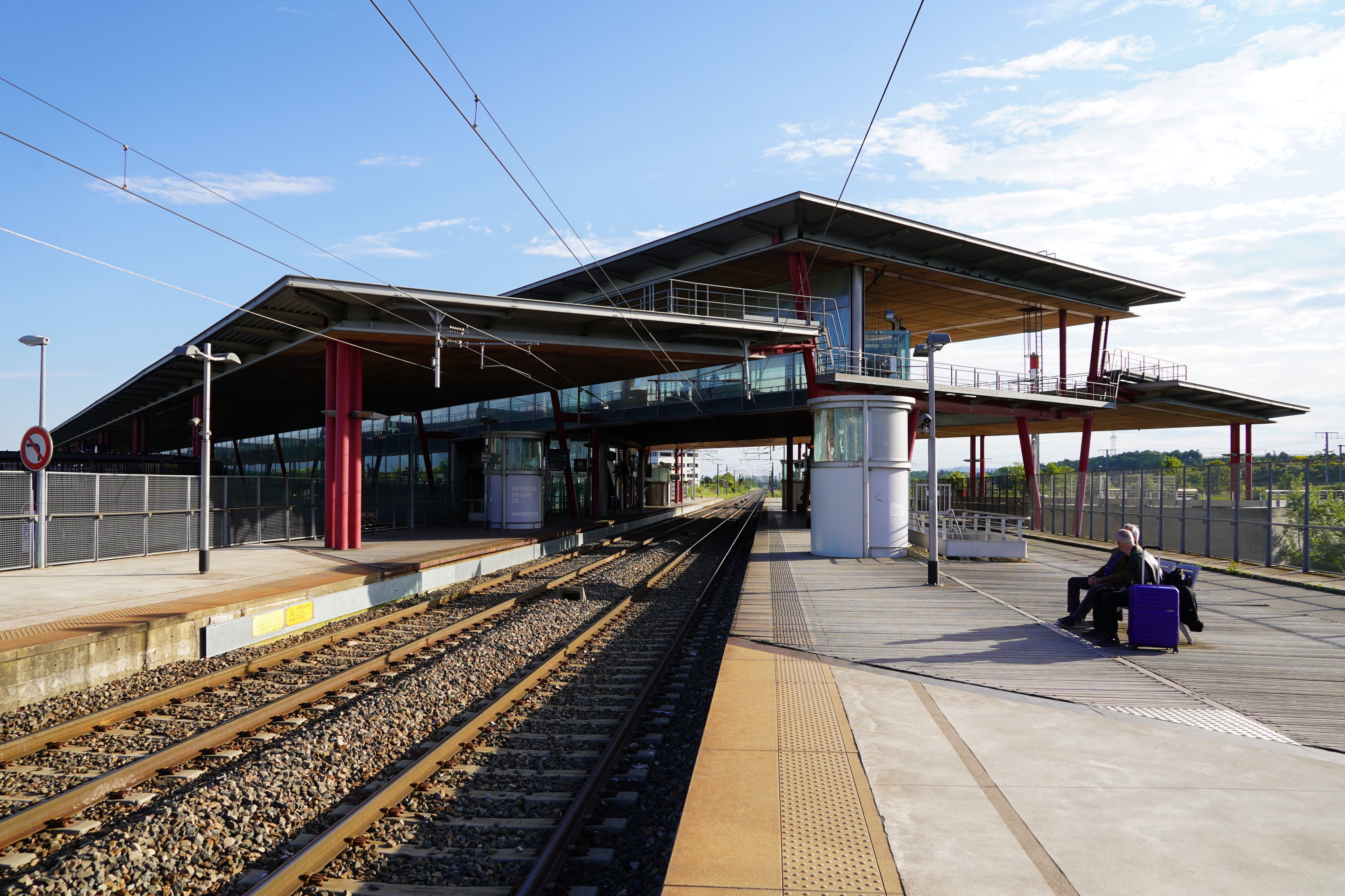
月台 (2024年5月)

## 地理位置
瓦朗斯TGV站位于法国德龙省（Drôme，26省）阿利克桑，该省的省会瓦朗斯（Valence）东北部，距离瓦朗斯市区大约12公里。巴黎—马赛高速铁路与瓦朗斯—格勒诺布尔铁路在该站呈十字型交汇，并可以实现巴黎方向与瓦朗斯市区方向的互通。车站北距里昂机场站（Gare de Lyon-Saint-Exupéry-TGV）85公里，南距阿维尼翁TGV站（Gare d'Avignon TGV）130公里，东距格勒诺布尔站（Gare de Grenoble）87公里，西距离瓦朗斯站（Gare de Valence Ville）10公里。

## 停靠线路
以下列车线路停靠瓦朗斯TGV站：
| 瓦朗斯TGV站列车线路表                      |              |              |                       |              |
| 线路                                       | 车种         | 上一站       | 下一站                | 大致运行频率 |
| 巴黎—蒙彼利埃/贝济耶                       | TGV          | 巴黎里昂     | 尼姆                  | 每天4趟左右  |
| 巴黎—佩皮尼昂/巴塞罗那                     | TGV          | 巴黎里昂     | 尼姆                  | 每天4趟左右  |
| 里昂—巴塞罗那                              | TGV          | 里昂帕尔迪厄 | 尼姆                  | 每天1趟      |
| 布鲁塞尔/里尔欧洲/弗朗德—马赛/土伦/尼斯    | TGV          | 里昂帕尔迪厄 | 阿维尼翁TGV/艾克斯TGV | 每天6趟左右  |
| 布鲁塞尔/里尔欧洲/弗朗德—蒙彼利埃/佩皮尼昂 | TGV          | 里昂帕尔迪厄 | 尼姆                  | 每天3趟左右  |
| 南特/雷恩—马赛                             | TGV          | 里昂帕尔迪厄 | 阿维尼翁TGV/艾克斯TGV | 每天3趟左右  |
| 南特/雷恩—蒙彼利埃                         | TGV          | 里昂帕尔迪厄 | 尼姆                  | 每天2趟左右  |
| 斯特拉斯堡/梅斯/第戎—马赛/尼斯             | TGV          | 里昂帕尔迪厄 | 阿维尼翁TGV/艾克斯TGV | 每天1~2趟    |
| 斯特拉斯堡—蒙彼利埃                        | TGV          | 里昂帕尔迪厄 | 尼姆                  | 每天2趟左右  |
| 里昂帕尔迪厄—图卢兹/波尔多                 | TGV          | 里昂帕尔迪厄 | 尼姆                  | 每天4趟左右  |
| 南锡/第戎—图卢兹                           | TGV          | 里昂帕尔迪厄 | 尼姆                  | 每天1趟      |
| 勒阿弗尔—马赛                              | TGV          | 里昂帕尔迪厄 | 阿维尼翁TGV           | 每天1趟      |
| 阿讷西—马赛                                | TGV          | 格勒诺布尔   | 阿维尼翁TGV           | 每周3趟左右  |
| 马恩拉瓦莱-谢西—马赛                       | Ouigo        | 里昂机场     | 阿维尼翁TGV/艾克斯TGV | 每天1~2趟    |
| 马恩拉瓦莱-谢西—蒙彼利埃                   | Ouigo        | 里昂机场     | 尼姆                  | 每天1~2趟    |
| 阿讷西/尚贝里/格勒诺布尔—瓦朗斯            | 法国大区列车 | 罗芒         | 瓦朗斯                | 每天9趟左右  |
| 罗芒—韦讷站/加普/布里昂松                  | 法国大区列车 | 罗芒         | 瓦朗斯                | 每天6趟左右  |
| 1. 2. 3.                                   |              |              |                       |              |

## 配套交通

### 大巴车
| 停靠瓦朗斯TGV站的大巴车 |                                       |                                                                              |
| 上下车地点              | 运营单位                              | 主要目的地                                                                   |
| 瓦朗斯TGV站东侧停车场   | 罗讷-阿尔卑斯城际客运 Car Rhône-Alpes | 普里瓦、欧博讷、莱旺斯、蒙特利马尔、罗讷河畔图尔农、阿诺奈、罗芒、格勒诺布尔 |
| 瓦朗斯TGV站东侧停车场   | 德龙省城际客运                        | 佩阿日堡、瓦雪昂韦科尔/拉沙佩勒昂韦科尔                                      |
| 瓦朗斯TGV站东侧停车场   | SNCF                                  | （当某条铁路线施工或罢工时，SNCF可能会提供途径该线路沿途站点的大巴车）       |
| 1. 2. 3.                |                                       |                                                                              |

### 市内公交
| 瓦朗斯TGV站附近的市内公共交通线路 |                 |                       |
| 公交车站名称                      | 位置            | 停靠线路。            |
| Gare TGV                          | 瓦朗斯TGV站东侧 | 9路、53路、63路和65路 |
| 1.                                |                 |                       |

## 临近车站
| 瓦朗斯TGV站（Gare de Valence-TGV） |                                         |                                                       |
| 上行车站 | 线路                                    | 下行车站                                              |
| 里昂圣埃克絮佩里站←（正线）↖ 里昂帕尔迪厄站←……←（里昂-马赛铁路）←（联络线）↙⇐ ↓↑* 瓦朗斯城站                                                                                  | 巴黎-马赛高铁 罗讷-阿尔卑斯段←→地中海段 | ⇒↗（马赛方向）→阿维尼翁TGV站 ↘（蒙彼利埃方向）→尼姆站 |
| 里昂圣埃克絮佩里站←（正线）↖ 里昂帕尔迪厄站←……←（里昂-马赛铁路）←（联络线）↙⇐ ↓↑* 瓦朗斯城站                                                                                  | 瓦朗斯－穆瓦朗铁路                      | 罗芒-佩阿日堡站                                       |
| - 本表仅显示运营中的线路及车站。 *注：瓦朗斯TGV站北侧有一处联络线，可连接巴黎方向和瓦朗斯城站方向，该联络线属于瓦朗斯TGV站系统的一部分，但运行该线的列车均不经过瓦朗斯TGV站。 |                                         |                                                       |